# Esrom (personaje bíblico)
Esrom, Hezrón o Jesrón (hebreo: חֶצְרוֹן) fue el mayor de los dos hijos de Farés, siendo este último el hijo de Tamar y de Judá, hijo del patriarca Jacob. En Génesis 46:12 se menciona entre la generación más joven de los hijos de Israel de los 70 que fueron a Egipto con Jacob. Tenía un hermano llamado Hamul o Jamul.
No hay suficientes registros en la Biblia acerca de su biografía. Se sabe, sin embargo, que de Hezrón parte la genealogía del rey David y de Jesucristo. En 1Crónicas 2:9, sus hijos figuran como Yarameel, Ram o Carnero (Aram Mateo 1:3) y Quelubai o Caleb (1Crónicas 2:18) y además, en 1Crónicas 2:21, Segub.
- Datos: Q4177234